# Северо-Западный государственный заочный технический университет
Северо-Западный государственный заочный технический университет —  в прошлом технический вуз Санкт-Петербурга, в основном ориентированный на подготовку специалистов без отрыва от производства (вечерняя и заочная формы обучения, хотя имеется и дневная форма). Также университет вел подготовку по программам среднего профессионального образования. Университет был расположен в Санкт-Петербурге, на Миллионной улице, д. 5, в бывшем Служебном корпусе Мраморного дворца. В 2011 году упразднён в форме присоединения к Санкт-Петербургскому государственному горному университету.

## История
Вуз ведёт свою историю от Центрального отраслевого заочного механического ВТУЗа, основанного в 1930 году. В 1957 году вуз был преобразован в Северо-Западный заочный политехнический институт (СЗПИ), а в 2000 году получил статус университета и своё последнее название.
16 сентября 2011 года приказом № 2305 Минобрнауки присоединён к Санкт-Петербургскому государственному горному университету

## Факультеты и институты
- Факультет радио-электроники (ФРЭ)
- Энергетический институт (ЭИ)
- Институт приборостроения и систем обеспечения безопасности (ИПСОБ)
- Машиностроительно-технологический институт (МТИ)
- Институт информационных систем и вычислительной техники (ИИСиВТ)
- Институт интеллектуальных электронных систем (ИИЭС)
- Институт автомобильного транспорта (ИАТ)
- Институт управления производственными и инновационными программами (ИУПиИП)
- Институт системного анализа, автоматики и управления (ИСААиУ)
- Факультет среднего профессионального образования «Колледж СЗТУ»
- Факультет общепрофессиональной подготовки (ФОП)
- Факультет подготовки и переподготовки научных и научно-педагогических кадров

## Известные выпускники
- Амосов, Николай Михайлович
- Купцов, Валентин Александрович — советский и российский государственный и политический деятель.
- Яковлев, Владимир Анатольевич — российский политический и государственный деятель.
- Кирьянов, Виктор Николаевич — генерал-полковник полиции, бывший начальник ДОБДД МВД России, заместитель Министра внутренних дел РФ.
- Лукосяк, Юрий Павлович  — спортивный журналист, член Международной федерации истории и статистики футбола, главный редактор газеты «Футбольный архив» (СПб).
- Гуткин, Владимир Ильич — заслуженный деятель науки и техники Российской Федерации, доктор биологических наук, первый вице-президент Международной академии наук экологии и безопасности человека и природы.
- Каган, Андрей Вадимович - почетный работник высшего образования Российской Федерации, кандидат технических наук, доцент, директор Энергетического института.